# Штерівська селищна рада
Штерівська се́лищна ра́да — орган місцевого самоврядування у складі Краснолуцької міської ради Луганської області. Адміністративний центр — селище міського типу Штерівка.

## Загальні відомості
- Штерівська селищна рада утворена в 1938 році.
- Територія ради: 5,32 км²
- Населення ради: 1 273 особи (станом на 1 січня 2013 року)
- Територією ради протікає річка Юліна.

## Населені пункти
Селищній раді підпорядковані населені пункти:
- смт Штерівка

## Склад ради
Рада складається з 16 депутатів та голови.
- Голова ради: Гончаренко Володимир Миколайович
- Секретар ради: Калітвянська Лівія Анатоліївна

### Керівний склад попередніх скликань
| ПІБ                              | Основні відомості                                                        | Дата обрання | Дата звільнення |
| -------------------------------- | ------------------------------------------------------------------------ | ------------ | --------------- |
| Бірюков Володимир Олександрович  | Селищний голова, 1949 року народження, безпартійний                      | 26.03.2006   | 31.10.2010      |
| Гончаренко Володимир Миколайович | Селищний голова, 1950 року народження, освіта вища, член Партії регіонів | 31.10.2010   |                 |

Примітка: таблиця складена за даними джерела

### Депутати
За результатами місцевих виборів 2010 року депутатами ради стали:

#### За суб'єктами висування
| Суб'єкт висування | Кількість обраних депутатів | %   |
| ----------------- | --------------------------- | --- |
| Партія регіонів   | 16                          | 100 |

#### За округами
| № округу        | Прізвище, ім'я, по батькові        | Дата визнання обраним | Освіта         | Партійна приналежність | Відомості про обраного депутата                                    |
| --------------- | ---------------------------------- | --------------------- | -------------- | ---------------------- | ------------------------------------------------------------------ |
| Партія регіонів |                                    |                       |                |                        |                                                                    |
| 1               | Зачепиленко Олександра Григоріївна | 01.11.2010            | Освіта середня | позапартійна           | пенсіонер                                                          |
| 2               | Есауленко Микола Іванович          | 01.11.2010            | Освіта вища    | член Партії регіонів   | пенсіонер                                                          |
| 3               | Жеребчук Любов Вікторівна          | 01.11.2010            | Освіта середня | позапартійна           | Хімічне казенне об'єднання ім. Г. І. Петровського, робоча          |
| 4               | Савченко Іван Григорійович         | 01.11.2010            | Освіта середня | позапартійний          | пенсіонер                                                          |
| 5               | Калітвянська Лівія Анатоліївна     | 01.11.2010            | Освіта вища    | позапартійна           | Штерівська селищна рада, секретар                                  |
| 6               | Гончарук Людмила Миколаївна        | 01.11.2010            | Освіта середня | позапартійна           | пенсіонер                                                          |
| 7               | Швець Олена Олександрівна          | 01.11.2010            | Освіта вища    | позапартійна           | Штерівська загальноосвітня школа № 28, вчитель                     |
| 8               | Швець Андрій Валерійович           | 01.11.2010            | Освіта вища    | позапартійний          | тимчасово не працює                                                |
| 9               | Корнієнко Зоя Іванівна             | 01.11.2010            | Освіта середня | позапартійна           | тимчасово не працює                                                |
| 10              | Коваленко Галина Вікторівна        | 01.11.2010            | Освіта середня | позапартійна           | тимчасово не працює                                                |
| 11              | Деркунський Віктор Миколайович     | 01.11.2010            | Освіта середня | позапартійний          | Шахтоуправляння «Луганське» ДП «Луганськвугілля», гірничий майстер |
| 12              | Шевченко Володимир Миколайович     | 01.11.2010            | Освіта середня | позапартійний          | пенсіонер                                                          |
| 13              | Романенко Юрій Вікторович          | 01.11.2010            | Освіта середня | позапартійний          | тимчасово не працює                                                |
| 14              | Сімочко Олена Олегівна             | 01.11.2010            | Освіта вища    | позапартійна           | Штерівська селищна рада, землевпорядник                            |
| 15              | Бондаренко Валентина Олександрівна | 01.11.2010            | Освіта середня | позапартійна           | пенсіонер                                                          |
| 16              | Буняєва Світлана Олександрівна     | 01.11.2010            | Освіта вища    | позапартійна           | тимчасово не працює                                                |